# Ro Jai-bong
Ro Jai-bong (8 de fevereiro de 1936 – Seul, 23 de abril de 2024) foi um político sul-coreano. Ele serviu de dezembro de 1990 a maio de 1991 como o 22.º primeiro-ministro da Coreia do Sul.

## Biografia
Ro se formou na Universidade Nacional de Seul e recebeu um doutorado em ciência política da Universidade de Nova York. Ele então trabalhou como cientista político internacional antes de ingressar no governo como chefe de gabinete do presidente Roh Tae-woo em 1990 e se tornar primeiro-ministro pouco depois. Em 1992, foi eleito para a Assembleia Nacional da Coreia.
Após sua carreira política, Ro tornou-se presidente da Universidade Digital de Seul de 2002 a 2005.
Ro era casado e tinha dois filhos. Ele foi diagnosticado com câncer no sangue em 2023 e morreu por complicações da doença no Seoul St. Mary's Hospital em 23 de abril de 2024, aos 88 anos.

## Morte
Ro morreu em 23 de abril de 2024, aos 88 anos, no St. Mary's Hospital em Seul.